# 이훈 (배우)
이훈(한국 한자: 李勳, 1973년 5월 6일 ~ )은 대한민국의 배우이다.

## 학력
- 광주대성초등학교 (전학)
- 서울월정초등학교 (졸업)
- 덕원중학교 (졸업)
- 대일고등학교 (졸업)
- 고려대학교 세종캠퍼스 경제학과 (학사)
- 용인대학교 유도경기지도학과 (재학)

## 연기 활동

### 드라마
- 1994년 MBC 주말연속극 《서울의 달》 ... 차인근 역
- 1995년 MBC 미니시리즈 《호텔》 ... 웨이터 역
- 1995년 MBC 주간드라마 《종합병원》 ... 산부인과 레지던트 구인태 역
- 1996년 SBS 드라마스페셜 《8월의 신부》 ... 권표 역
- 1997년 SBS 주말극장 《꿈의 궁전》 ... 김석환 역
- 1997년 KBS 미니시리즈 《스타》 ... 민도현 역
- 1997년 SBS 토요시트콤 《뉴욕 스토리》
- 1998년 SBS 일일연속극 《서울 탱고》
- 1998년 MBC 미니시리즈 《맨발로 뛰어라》 ... 나영단 역
- 1998년 KBS 일요시트콤 《사관과 신사》 ... 해군 대위 이순신 역
- 1998년 SBS 일일연속극 《미우나 고우나》 ... 이재하 역
- 1999년 MBC 특별기획드라마 《왕초》 ... 김두한 역
- 1999년 SBS 드라마스페셜 《퀸》 ... 주의종 역
- 1999년 MBC 일일연속극 《날마다 행복해》 ... 홍훈제 역
- 2000년 MBC 미니시리즈 《나쁜 친구들》 ... 최기철 역
- 2000년 MBC 단막극 《MBC 베스트극장 - 동보씨의 파랑새》 ... 오동보 역
- 2001년 MBC 병영특집극 《네이비》 ... 최민식 역
- 2002년 MBC 병영특집극 《막상막하》 ... 최장우 역
- 2003년 MBC 주말연속극 《죽도록 사랑해》 ... 김재섭 역
- 2003년 SBS 대하사극 《왕의 여자》 ... 이한민 역
- 2005년 SBS 월화드라마 《세잎클로버》 ... 강창렬 역
- 2006년 SBS 특별기획 《사랑과 야망》 ... 박태수 역
- 2007년 SBS 금요드라마 《아들찾아 삼만리》 ... 강계필 역
- 2007년 SBS 월화드라마 《내 남자의 여자》 ... 이화영의 동생 이동하 역
- 2008년 SBS 주말극장 《행복합니다》 ... 이준수 역
- 2009년 SBS 월화드라마 《드림》 ... 박정철 역
- 2011년 MBC 일일연속극 《불굴의 며느리》 ... 문진우 역
- 2012년 tvN 주간시트콤 《21세기 가족》 ... 이성기 역
- 2012년 MBC 주말 특별기획 《메이퀸》 ... 윤정우 역
- 2012년 TBS/SBS Plus 미니시리즈 《풀하우스 2》 ... 이준 역
- 2013년 KBS2 일일시트콤 《일말의 순정》 ... 하정우 역
- 2016년 SBS 아침연속극 《사랑이 오네요》 ... 김상호 / 금방석 역
- 2017년 KBS2 금토드라마 《최강 배달꾼》 ... 나한태 역
- 2019년 KBS2 일일연속극 《우아한 모녀》 ... 홍인철 역
- 2019년 kbc UHD 특별기획드라마 《환상의 타이밍》 ... 심정 역
- 2022년 KBS2 수목드라마 《징크스의 연인》 ... 정현태 역
- 2023년 MBC 일일연속극 《하늘의 인연》 ... 윤이창 역

### 영화
- 2000년 《그림일기》 ... 대성 역 (특별출연)
- 2007년 《1번가의 기적》 ... 태석 역
- 2024년 《더 킬러스게임》 ... 고양 역(단역)

뮤직비디오
- 1998년 터보 - X (The Greatest Love)
- 2010년 오로라 - 따따블
- 2012년 오로라 - 숨바꼭질

## 방송
- 1994년 MBC 《TV 청년내각》 ... 공보처장관 역
- 1994년 MBC 《그래픽 100》 ... MC
- 1994년 MBC 《대학가요제》 ... MC
- 1994년 MBC 《일요일 일요일 밤에 - 속 인생극장》 ... MC
- 1995년 KBS 《출발! 토요대행진》 ... MC
- 1995년 KBS 《체험 삶의 현장》 ... 게스트
- 1995년/1998년/2019년 KBS 《TV는 사랑을 싣고》 ... 게스트
- 1995년 MBC 《토요일 토요일은 즐거워》 ... MC
- 1995년 SBS 《생방송 TV가요20》 ... MC (재키림, 김예분과 진행)
- 1996년 KBS 《가족오락관》 ... 게스트
- 1996년 MBC 《강변가요제》 ... MC (박소현과 진행)
- 1997년 KBS 《토요일 전원출발》 ... 스타쇼
- 1997년 MBC 《김승현의 잠못 이루는 밤에》 ... 스타 명강의
- 1997년 SBS 《일요일, 오!해피데이》 ... 패널
- 1998년 SBS 《스타! 비디오 자키》 ... MC
- 1998년 MBC 《생방송 데이트 11》 ... 왜 그랬을까?
- 1999년 KBS 《감성채널21》 ... MC
- 2003년 KBS 《대한민국 1교시》 ... MC
- 2004년 MBC 《질풍노도 라이벌》 ... MC
- 2009년 tvN 《에어포트》 ... MC
- 2011년 YTN 《뉴스N이슈 - 이슈 앤 피플》 ... 게스트
- 2011년 채널A 《다섯남자의 맛있는 파티》 ... MC
- 2012년 MBC 《댄싱 위드 더 스타 시즌 2》 ... 참가자
- 2013년 JTBC 《남자의 그 물건》 ... MC
- 2013년 MBC 《스타 다이빙 쇼 스플래시》 ... 참가자
- 2013년 KBS 《근무중 이상무》
- 2014년 XTM 《주먹이 운다 - 영웅의 탄생》 ... 심사위원
- 2014년 OBS 《기찬 처방전 100세 푸드》 ... MC
- 2014년 채널A 《카톡쇼 S》 ... MC
- 2015년 MBC 《무한도전》
- 2015년 MBC 《황금어장 라디오스타》
- 2015년 TV조선 《정보끝판왕 황금마차》 ... MC
- 2015년 KBS2 《시간을 달리는 TV》 ... MC
- 2015년 KBS2 《1대 100》 ... 게스트
- 2015년 KBS2 《우리동네 예체능》
- 2016년 JTBC 《색깔있는 탐색 트렌드》 ... MC
- 2017년 MBC 《은밀하게 위대하게》 ... 게스트
- 2019년 TV조선 《알콩달콩》 ... MC
- 2021년 MBC 《생방송 행복드림 로또 6/45》... 게스트 967회
- 2022년 JTBC 《아는형님》 ... 게스트 355회
- 2023년 SBS 《꼬리에 꼬리를 무는 그날 이야기》- ... 개스트 63회

## 라디오
- 2008년~2009년 KBS 쿨FM 《이훈&지현우의 미스터 라디오》 ... DJ

## 저서
- 2009년 《이훈의 뱃살빼기 대작전》 (랜덤하우스코리아)

## 사건, 사고
조규찬 폭행사건
1994년 11월 24일, MBC 《그래픽 100》 공동진행자이자 연예계 선배인 가수 조규찬과 회식비문제로 사소한 시비 끝에 조규찬의 안면과 머리를 주먹 등으로 구타하였다. 사건 이후 피해자측 가족에게 사과를 하고 피해보상비로 1천만원을 지급하겠다는 내용의 합의각서를 작성하였다.
현역입영 취소소송
2000년 SBS 드라마 《천사의 분노》의 주인공으로 내정되었지만 갑작스런 군입대로 중도하차하였고 주인공 역은 박용하로 교체되었다가 최종적으로 안정훈으로 교체되었다. 이훈의 하차로 여주인공으로 캐스팅되었던 김남주도 하차하였으며 최종적으로 김유미에게 역할이 돌아갔다. 당시, 이훈은 아내의 임신과 아버지의 사업실패로 인한 '생계곤란'을 이유로 입영날짜를 미루기 위해 현역입영 취소소송을 제기하였다. 그러나, 병무청은 부인이 부양능력자인만큼 입영연기를 할 수 없으며 예정된 날짜에 입대해야 한다고 반박하였다.

## 경력사항
- 2000년 이투비 연예인 주주단
- 2001년 씨앤지티비 소액주주
- 2008년 이훈의 에너지짐 CEO

## 광고
- 1994년 오리온 썬칩
- 1997년 LG전자 동글이청소기 쉿
- 1997년 LG전자 LG테크폰 (with  김지호)
- 2000년 세원종합상사 인난찌
- 2005년 현대스위스상호저축은행 (with 손창민, 김선아)
- 2006년 샘표식품 국시장국
- 2007년 롯데웰푸드쾌변요구르트
- 2008년 HK이노엔 컨디션 파워
- 2015년 ~ JT금융그룹
- 2015년 바보스

## 홍보대사
- 2002년 학교폭력대책국민협의회 홍보대사
- 2005년 세계여자권투협의회 홍보대사
- 2007년 고창 복분자 홍보대사
- 2007년 월드비전 홍보대사
- 2009년 서울시의회 홍보대사
- 2010년 제10회 여성마라톤대회 홍보대사
- 2011년 전기안전 홍보대사
- 2012년 하이원스포츠단 홍보대사
- 2013년 대한적십자사 홍보대사
- 2014년 포천세무서 홍보대사
- 2014년 WFF국제피트니스 협회 홍보대사
- 2015년 서울국제휠체어마라톤대회 홍보대사
- 2018년 메이크힐 명예홍보대사

## 수상 및 후보
| 연도 | 시상식            | 부문                       | 작품             | 결과 |
| ---- | ----------------- | -------------------------- | ---------------- | ---- |
| 2006 | SBS 연기대상      | 연속극부문 연기상          | 사랑과 야망      | 수상 |
| 2007 | 제15회 춘사영화제 | 신인남우상                 | 1번가의 기적     | 후보 |
| 2007 | SBS 연기대상      | 연속극 부문 남자 연기상    | 아들 찾아 삼만리 | 후보 |
| 2008 | SBS 연기대상      | 연속극 부문 남자 연기상    | 행복합니다       | 후보 |
| 2011 | MBC 드라마대상    | 연속극부문 남자 우수연기상 | 불굴의 며느리    | 후보 |

## 같이 보기
- 유재석
- 이휘재
- 김한석
- 김종국
- 신동엽
- 김원희
- 정두홍